# Wohnhaus Hinter der Balge 10
Das Wohnhaus Hinter der Balge 10 befindet sich in Bremen-Mitte im Schnoorviertel, Hinter der Balge 10. Es entstand um 1600.
Das Gebäude steht seit 1973 unter Bremer Denkmalschutz.

## Geschichte
Die ursprüngliche Bevölkerung des Schnoors bestand überwiegend aus Flussfischern und Schiffern. In der Epoche des Klassizismus und des Historismus entstanden von um 1800 bis 1890 die meisten oft kleinen Gebäude. Im weiteren Verlauf wurde es zum Arme-Leute-Viertel, das in weiten Bereichen verfiel – vor allem nach dem Zweiten Weltkrieg.
1959 wurde von der Stadt ein Ortsstatut zum Schutz der erhaltenswerten Bausubstanz beschlossen. Die Häuser wurden dokumentiert und viele seit den 1970er Jahren unter Denkmalschutz gestellt. Ab den 1960er Jahren fanden mit Unterstützung der Stadt Sanierungen, Lückenschließungen und Umbauten im Schnoor statt.
Das zweigeschossige, geputzte und verwinkelte Fachwerkhaus mit einem Satteldach wurde um 1600 in der Epoche des Barocks gebaut. Danach wurde das Haus umgebaut. Aufwändige Sanierungsmaßnahmen fanden in den 1960/70er Jahren statt.

Heute (2018) wird das Haus zum Wohnen und als Ferienwohnung genutzt.
Die Balge (= schmaler Wasserlauf) war bis 1838 ein kurzer Seitenarm der Weser mit Landeplätzen für Boote und Eken; daher der Straßenname Hinter der Balge.
Der Name Schnoor (Snoor) bedeutet Schnur. Er kam durch das Schiffshandwerk und der Herstellung von Seilen und Tauen (= Schnur).